# Физир ФН
Zmaj Fizir FN (Змай Физир ФН) — югославский одномоторный двухместный учебно-тренировочный биплан, спортивный самолёт. Самолёт производился на заводах Zmaj в Земуне, Rogožarski в Белграде и Albatros в Сремска-Митровице.
Fizir FN обладал исключительной устойчивостью на низких скоростях и надёжностью, что было важно для учебно-тренировочного самолёта, был неприхотлив в обслуживании.

## Проектирование и разработка
Первый прототип учебно-тренировочного самолёта Fizir FN был спроектирован и изготовлен в мастерской Рудольфа Физира в Петроварадине в 1929 году. Мастерская Рудольфа Физира не обладала мощностями для массового производства, её специализация — проектные работы и создание прототипов. Само серийное производство наладили на заводах Zmaj, Rogožarski и Albatros.

## Описание конструкции
Fizir FN представлял собой одномоторный двухместный учебно-тренировочный самолёт-биплан, который использовался также в качестве спортивного самолёта. Он был оснащён двигателем Walter NZ 120 мощностью 118 л. с. (88 КВт.). Фюзеляж был деревянным, покрытый брезентом. Самолёт имел две пары крыльев. Каждое крыло закруглялось к концах. Элероны располагались и на нижнем и на верхнем крыле. Шасси крепилось к фюзеляжу стойками с каждой стороны. В ранних образцах в качестве подвески использовались обычные пружины с резиновыми блоками, в поздних была установлена масляная пневматическая подвеска. Во время производства самолёт постоянно модернизировался путём оснащения его другими двигателями. Так на него был установлен 6-цилиндровый рядный двигатель Mercedes D.II мощностью 120 л. с. (89 КВт.) и 14-цилиндровым радиальным двигателем Walter Mars I мощностью 142 л. с. (106 КВт.). Также была построена версия самолёта для ВМС.

## История эксплуатации
Первые три самолёта Fizir FN были изготовлены авиазаводом Zmaj для аэроклуба. Самолёт обладал отличными лётными характеристиками. Благодаря этому, командование Королевских ВВС Югославии решило использовать его в качестве учебно-тренировочных самолётов, заменив более устаревшие самолёты. Так например, в авиашколах до Fizir FN использовался Ikarus SB-1 с двигателем Mercedes мощностью 98 л. с. (73 КВт.) и французский Hanriot HD.32 с двигателем Salmson 9Ac мощностью 120 л. с. (90 КВт.), построенный по лицензии заводом Zmaj. В начале 1931 года завод Zmaj произвёл первую серийную серию из 20 самолётов, оснащённые двигателем Walter NZ 120 и 10 самолётов с двигателем Mercedes D.II. К 1939 году завод Zmaj выпустил 137 самолётов, завод Rogožarski произвёл 40 самолётов. В 1940 году заводом Albatros был выпущено ещё 20 самолётов. Перед Второй мировой войной командование ВМС заказало четыре гидросамолёта на базе Fizir FN с более мощным двигателем Walter Mars I. Последние 10 самолётов Fizir FN были произведены после освобождения Югославии.
Во время Второй мировой войной самолёты Fizir FN использовались Итальянскими ВВС в Албании и ВВС Хорватии. Самолёт был надёжным, простым в управлении и неприхотливым в обслуживании, поэтому этот самолёт эксплуатировался вплоть до 1950 года в качестве учебного и спортивного самолёта.
Известно о двух сохранившихся экземплярах. Первый (серийный номер 9009, регистрация YU-CAY) выставлен в качестве экспоната в Музее Воздухоплавания имени Николы Теслы. Второй самолёт, который представляет собой гидро версию Fizir FN (серийный номер 9002, регистрация YU-CGO), хранится в Техническом музее Загреба.

## Характеристики

#### Основные характеристики
- Экипаж: 2 чел;
- Длина: 8,80 м.;
- Размах крыльев: 11,20 м.;
- Высота: 3,10 м.;
- Масса: 820 кг.;
- Летная масса: 1426 кг.;
- Силовая установка: 1 × 7-цилиндровый радиальный двигатель Walter NZ 120, 118 л. с. (88 КВт.); 1 × 6-цилиндровый рядный двигатель Mercedes D.II мощностью 120 л. с. (89 КВт.); 1 × 14-цилиндровый радиальный двигатель Walter Mars I мощностью 142 л. с. (106 КВт.).

#### Лётные характеристики
- Максимальная скорость: 140 км/ч;
- Дальность полёта: 540 км.;
- Максимальная высота полёта: 6500 м.